# ایجن-داوریون
ایجن-داوریون (به فرانسوی: Agen-d'Aveyron) یک کمون در فرانسه است که در Canton of Pont-de-Salars واقع شده‌است.

## خصوصیات
ایجن-داوریون ۲۲٫۳۵ کیلومترمربع مساحت و ۱٬۰۵۴ نفر جمعیت دارد و ۵۵۰ متر بالاتر از سطح دریا واقع شده‌است.